# Tentative de coup d'État de 2001 au Burundi

Localisation geographique du Burundi en Afrique

La tentative de coup d'État de 2001 au Burundi est une tentative de coup d'État menée le 18 avril 2001 au Burundi par un groupe de jeunes officiers de l'armée,. Le coup d'État a eu lieu alors que le président Pierre Buyoya était au Gabon pour assister à des pourparlers de paix avec le groupe rebelle hutu qui combattait le gouvernement lors de la guerre civile burundaise. Les conspirateurs ont brièvement occupé la station de radio publique à Bujumbura mais ont rapidement été éliminés par les forces de l'ordre loyales à Buyoya,,.